# Esculetina
L'esculetina, conosciuta anche come aesculetina, cicorigenina o con il nome chimico di 6,7-diidrossicumarina, è un derivato della cumarina.
Chimicamente è un lattone di origine naturale derivato dalla ciclizzazione intramolecolare di un derivato dell'acido cinnamico.